# Гахинга
Вулкан Гахинга, или Мгахинга (англ. Gahinga) — стратовулкан в горах Вирунга на границе Руанды и Уганды (большая часть вулкана находится в Уганде). Расположен между Мухавурой и Сабиньо, но при этом является самым низким из трёх вулканов. В исторических документах не зафиксировано ни одного упоминания об извержении этого вулкана.
Высота Гахинги составляет 3473 метра. На её вершине находится заболоченная кальдера.
В честь вулкана назван национальный парк горилл Мгахинга, расположенный на юго-западе Уганды в округе Кисоро.
Гахинга имеет болотистую кальдеру на вершине. Считается, что ширина кальдеры составляет около 180 метров. Гахинга является частью цепи из восьми вулканических гор хребта Муфумбиро. Цепь вулканов простирается через Уганду, Руанду и Демократическую Республику Конго.

## Растительный и животный мир
Растительный мир на вершине горы можно описать как афро-горный, большую его часть занимает бамбук, альпийские луга и тд. Бамбуковые заросли на горе Гахинга служат домом для горных горилл, находящихся под угрозой исчезновения. Кроме того, в экосистеме горы Гахинга обитают и другие виды животных и птиц. Среди них можно выделить золотистых обезьян.